# Makapansgat
Makapansgat é um sítio arqueológico situado no vale de Makapansgat, ao noroeste de Potgietersrus, na província sul-africana de Limpopo, integrado como Patrimônio Mundial aos sítios com fósseis de hominídeos de Sterkfontein, Swartkrans, Kromdraai e arredores pela Unesco em 2005, importante local para as pesquisas paleontológicas, por conter depósitos de Australopithecus que remontam háa cerca de três milhões de anos.

## Localização
24° 09′ 31″ S, 29° 10′ 37″ L
| Makapansgat |